# Bryggja
Bryggja est un village de Norvège, situé dans la municipalité de Stad, dans le comté de Vestland (avant 2020, dans le comté de Sogn og Fjordane). Il est situé sur le continent, le long de la rive nord du Nordfjord. Le village est situé à environ 15 kilomètres à l’est des zones urbaines de Måløy-Deknepollen-Tennebø dans la municipalité de Kinn. Il est à environ 25 kilomètres à l’ouest du village de Stårheim. Le petit village de Totland se trouve juste à l’ouest de Bryggja.
Le village de 0,4 kilomètre carré (99 acres) de superficie a une population de 317 habitants (en 2018) et une densité de population de 793 habitants par kilomètre carré.
Il y a, au centre de Bryggja, un camping au bord du pittoresque Nordfjord. Le fjord permet de pratiquer la pêche et le canotage. Les montagnes sont un paradis pour les randonneurs et pour ceux qui aiment le vélo. Bryggja se trouve à seulement quelques minutes de la ville historique de Måløy, où on peut visiter le musée sur la guerre Måløyraidsenteret, et découvrir le phare de Kråkenes au bord de la mer ou le musée Sagastad sur l'histoire des Vikings à Nordfjordeid. Bryggja est également situé à quelques minutes en voiture du plus profond lac d'Europe, le Hornindalsvatnet, et de la plus haute falaise d'Europe, le Hornelen, avec 890 mètres.

## Histoire
Dans le plan de circulation routière de 1919, la route Kjølsdal-Haus (3,3 km) était répertoriée comme route principale. En 1928, la route a été achevée jusqu’à Haus. Si vous vouliez aller plus à l’ouest, vous deviez monter dans un bateau. En 1938, la route a été achevée vers Bryggja, et le ferry Haus-Bryggja a été fermé. Le ferry vers Måløy a ensuite quitté Bryggja. Entre Maurstad et Bryggja, il y avait d'anciennes routes. En 1956, certaines parties du réseau routier ont été modernisées .
Le 1er janvier 2020, les zones de Totland, Maurstad et Bryggja ont été transférées de la municipalité de Vågsøy à la municipalité de Stad nouvellement créée.